# Parepierus orphanus
Parepierus orphanus är en skalbaggsart som först beskrevs av Lewis 1892.  Parepierus orphanus ingår i släktet Parepierus och familjen stumpbaggar. Inga underarter finns listade i Catalogue of Life.